# Elecciones estatales de Colima de 2018
Las Elecciones estatales de Colima se llevaron a cabo el domingo 1 de julio de 2018, simultáneamente con las elecciones federales, en ellas se renovaron los siguientes cargos de elección popular
- 25 diputados del Congreso del Estado. De los cuales 16 son electos por mayoría relativa y 9 por representación proporcional.
- 10 ayuntamientos. Compuestos por un presidente municipal, un síndico y sus regidores, no reelegibles para el periodo siguiente.

## Resultados electorales

### Congreso del Estado de Colima
|  | 31.22 % |

|  | 20.02 % |

|  | 16.65 % |

|  | 7.35 % |

|  | 6.50 % |

|  | 4.95 % |

|  | 4.24 % |

|  | 1.92 % |

|  | 1.78 % |

|  | 1.48 % |

|  | 3.80 % |

|  | 100 % |

### Municipios del Estado de Colima
|  | 17.57 % |

|  | 20.35 % |

|  | 0.95 % |

|  | 6.34 % |

|  | 3.16 % |

|  | 13.72 % |

|  | 4.10 % |

|  | 26.15 % |

|  | 0.96 % |

|  | 3.40 % |

|  | 96.76 % |

|  | 3.24 % |